# Баварский национализм

Флаг Баварии

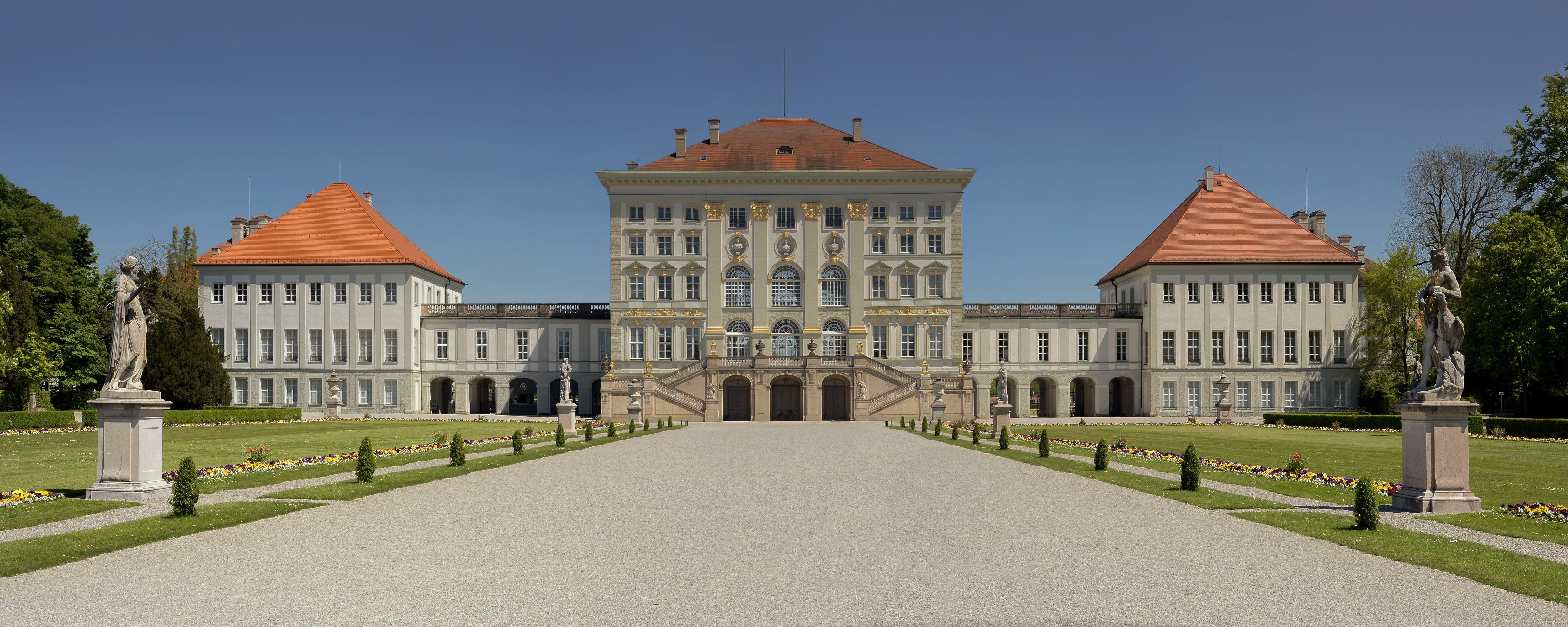
Дворец Нимфенбург в Мюнхене, одна из крупнейших резиденций баварских правителей

Баварский национализм ― политическая идеология и общественное движение, которые представляют точку зрения о том, что баварцы являются отдельной от прочих немцев нацией, и которые направлены на пропаганду культурного единства баварцев. Баварский национализм начал набирать обороты в Баварии после её присоединения к Германии в 1871 году. Баварские националисты утверждают, что Бавария присоединилась к Германии на несправедливых основаниях и заявляют, что германское правительство в течение многих лет стремится ограничить автономию Баварии. Баварские националисты также зачастую выступают за предоставление Баварии независимости.

## История
Истоки возникновения баварского национализма в качестве влиятельного политического движения восходят ко временам Австро-прусской войны. В то время Бавария была политически и культурно ближе к католической Австрии, чем к протестантской Пруссии. Баварцы и австрийцы испытывали неприязнь к пруссакам и оба государства были союзниками в данном конфликте. Австрия вместе с Баварией и прочими союзниками потерпели поражение от Пруссии и её союзников, и после этого Бавария была вынуждена заплатить большую контрибуцию Пруссии и присоединиться к Германской империи в 1871 году, императором которой одновременно был король Пруссии. После объединения двух стран, баварские националисты выступали категорически против господства Пруссии в рамках общего германского государства и противились дальнейшей интеграции в империю.
После поражения Германии в Первой мировой войне по всей стране распространилась революция. В Баварии была свергнута монархия и провозглашена независимая коммунистическая республика (Баварская Советская Республика). После падения режима коммунистов баварский национализм, связанный с антипрусской и антисемитской традициями, стал популярен среди представителей радикальных и реакционных движений.
После распада Австро-Венгрии обрели популярность призывы присоединения Австрии к Баварии. Баварское правительство проявляло особый интерес к интеграции регионов Северного Тироля и Верхней Австрии в Баварию. Эти предложения были с энтузиазмом приняты значительным числом жителей Северного Тироля. Действия правительства Баварии побудили германское руководство отреагировать предложением проведения аншлюса Австрии Германией.
В 1923 году баварские монархисты под руководством премьер-министра Баварии Густава фон Кара и лидеров Баварской народной партии попытались объявить о независимости Баварии от Германии и восстановить монархию. Попытка переворота была сорвана из-за действий нацистской партии (весьма незначительной на тот момент). Нацисты сорвали планы сепаратистов, попытавшись самостоятельно захватить власть в Баварии. Данные события стали известны как «Пивной путч». Баварские националисты и нацисты боролись за поддержку избирателей, однако даже на выборах 1932 года, когда НСДАП одержала крупную победу по стране в целом, в Южной Баварии нацистам не удалось набрать большее количество голосов, чем католическая Баварская народная партия. Победу они одержали только в преимущественно протестантских районах Северной Баварии.
После прихода к власти нацистов, новое германское правительство заявило о существовании нескольких заговоров со стороны баварских сепаратистов и использовало эти обвинения для подавления баварской оппозиции, в том числе и для свержения правительства Баварии. 
Изначально многие баварцы поддержали Германию во Второй мировой войне, поскольку воспринимали её в качестве кампании, направленной против коммунизма; однако поддержка войны со стороны баварцев начала стремительно снижаться по мере приближения её конца. Баварский национализм вновь проявил себя в конце конфликта и националисты стали искать союзников, которые поддержали бы идею создания независимой Баварии. Тем не менее в итоге националистам пришлось довольствоваться большей автономией в рамках федеративной Германии.
В 1950-е годы сепаратистская Партия Баварии была значимой силой в баварской политике, набирая на выборах от 5 % до более 20 % голосов избирателей Баварии на региональных и федеральных выборах. Баварская партия входила в состав правящей коалиции премьер-министра Баварии Вильгельма Хёгнера с 1954 по 1957 год, наряду с Социал-демократической и Свободной демократической партией. Популярность партии значительно сократилась в последующие десятилетия. В 2013 году Баварская партия набрала 2,1 % на парламентских выборах в Баварии.